# No Angel (песня)
«No Angel» — песня британской певицы Birdy, изданная в качестве второго сингла с её второго студийного альбома Fire Within 18 сентября 2013 года. Авторами песни стали сама певица и музыкант Бен Ловетт. Продюсером сингла стал Джим Аббис. Песня попала в хит-парады Франции и Нидерландов.
В интервью для Contactmusic Birdy заявила, что песня, содержащая в себе только вокал и фортепиано, будет напоминанием о её работах из первого альбома. В обзоре альбома издания The Guardian «No Angel» охарактеризована как «хрупкий словно фарфор дуэт со скрипкой». Digital Spy отмечает, что песне присущи черты «подростковости», но это её не портит.

## Список композиций
| №  | Название   | Длительность |
| -- | ---------- | ------------ |
| 1. | «No Angel» | 4:03         |

## Позиции в чартах
| Чарт (2013)                 | Наивысшая позиция |
| --------------------------- | ----------------- |
| Франция (SNEP)              | 168               |
| Нидерланды (Single Top 100) | 51                |

## Хронология выпуска
| Страна         | Дата             | Формат               | Лейбл              |
| -------------- | ---------------- | -------------------- | ------------------ |
| Великобритания | 18 сентября 2013 | цифровая дистрибуция | Warner Music Group |